# Exochaenium macropterum
Exochaenium macropterum är en gentianaväxtart som först beskrevs av Sileshi, och fick sitt nu gällande namn av Kissling. Exochaenium macropterum ingår i släktet Exochaenium och familjen gentianaväxter. Inga underarter finns listade i Catalogue of Life.